# Gare de Meximieux - Pérouges
La gare de Meximieux - Pérouges est une gare ferroviaire française de la ligne de Lyon-Perrache à Genève (frontière). Elle est située avenue de Verdun sur le territoire de la commune de Meximieux, non loin de Pérouges, dans le département de l'Ain, en région Auvergne-Rhône-Alpes.
C'est une gare de la Société nationale des chemins de fer français (SNCF), desservie par des trains TER Auvergne-Rhône-Alpes.

## Situation ferroviaire
Établie à 218 mètres d'altitude, la gare de Meximieux - Pérouges est située au point kilométrique (PK) 38.393, de la ligne de Lyon-Perrache à Genève (frontière), entre les gares de La Valbonne et d'Ambérieu-en-Bugey.

## Histoire
La section de ligne, entre Lyon et Ambérieu, par Miribel, est ouverte le 23 juin 1856.

## Fréquentation
Selon les estimations de la SNCF, la fréquentation annuelle de la gare s'élève aux nombres indiqués dans le tableau ci-dessous.
| Année               | 2023    | 2022    | 2021    | 2020    | 2019    | 2018    | 2017    | 2016    | 2015    |
| ------------------- | ------- | ------- | ------- | ------- | ------- | ------- | ------- | ------- | ------- |
| Nombre de voyageurs | 758 108 | 715 335 | 542 160 | 460 159 | 719 403 | 681 491 | 714 130 | 675 399 | 679 778 |

## Service des voyageurs

### Accueil
Gare de la SNCF, elle est équipée d'automates pour l'achat de titres de transport.

### Desserte

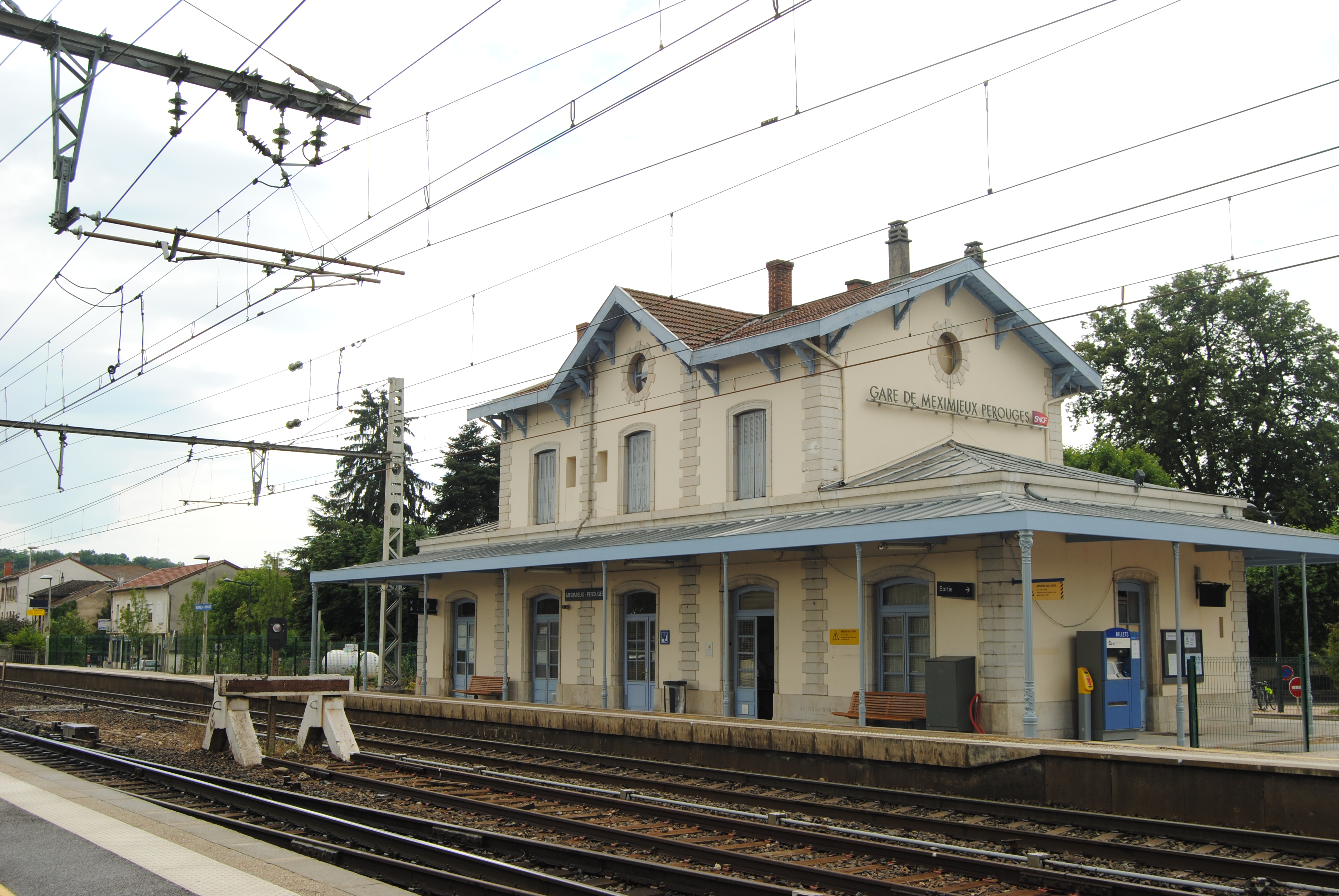
Voies, quais et bâtiment voyageurs.

La gare de Meximieux - Pérouges est desservie par des trains TER Auvergne-Rhône-Alpes, qui assurent les relations : Ambérieu-en-Bugey ↔ Lyon-Part-Dieu ↔  Saint-Étienne-Châteaucreux ; Lons-le-Saunier ↔ Bourg-en-Bresse ↔ Lyon-Part-Dieu ↔ Lyon-Perrache ; Lyon-Part-Dieu ↔ Culoz ↔ Bellegarde ↔ Genève-Cornavin.
Du fait de sa proximité avec l'agglomération lyonnaise, elle est desservie très régulièrement et à horaires cadencés par de nombreux trains, dans le cadre du projet de Réseau express de l'aire métropolitaine lyonnaise.

### Intermodalité
Un parc pour les vélos et un parking pour les véhicules sont aménagés.

## Patrimoine ferroviaire
Le bâtiment voyageurs date de l'ouverture de la ligne.